# Mid-Atlantic accent
Als Mid-Atlantic accent wird in der englischen Sprachwissenschaft eine Aussprachevariante bezeichnet, die sich weder dem General American (GenA, verbreitet in den USA) noch der Received Pronunciation (RP, verbreitet im Vereinigten Königreich) zuordnen lässt, sondern eine Art Kompromiss aus den beiden meistgelehrten Sprachfärbungen darstellt. Es handelt sich hierbei um keinen nativen Akzent. Andere Begriffsbezeichnungen umfassen „Oceanic“ und „Trans-Atlantic“.
In den 1920er-Jahren wurde „Mid-Atlantic“ vor allem in Privatschulen Neuenglands unterrichtet und galt als die Sprache der amerikanischen High Society. Hollywood entdeckte ihn in den 1930er- und 1940er-Jahren für sich neu, weil sich der Akzent geografisch nicht genau zuordnen ließ. Nach dem Zweiten Weltkrieg nahm die Nutzung des Akzents rapide ab. 
Von diesem formellen „Mid-Atlantic“ abzugrenzen ist das auf der nordatlantischen Insel Bermuda gesprochene Englisch, welches sowohl europäische, amerikanische und einige karibische Merkmale des Englischen in sich vereint.